# Здунов, Павел Владимирович
Павел Владимирович Здунов (18 июня 1991, Кремёнки, Россия) — российский хоккеист, левый нападающий. Воспитанник хоккейной школы магнитогорского «Металлурга». В настоящее время является игроком тольяттинской «Лады», выступающего в ВХЛ.

## Карьера
10 декабря 2013 года был обменян в нижнекамский «Нефтехимик» на Оскара Осалу.
С мая 2020 года выступает за клуб «Лада» (Тольятти).

## Статистика
| Легенда | Легенда                    | Легенда | Легенда                   | Легенда | Легенда    |
| ------- | -------------------------- | ------- | ------------------------- | ------- | ---------- |
| И       | Количество проведённых игр | Штр     | Штрафное время            | +/−     | Плюс-минус |
| Г       | Голы                       | П       | Голевые передачи          | О       | Очки       |
| -       | Статистика неизвестна      | —       | Статистика не учитывалась |         |            |

### Клубная карьера
- a В этом сезоне в «Плей-офф» учитывается статистика игрока в Кубке Надежды.

## Достижения
- Участник матча всех звёзд МХЛ в сезоне 2009/2010.
- Участник Subway Super Series.
- Обладатель Кубка Харламова в составе команды «Стальные Лисы» в сезоне 2009/2010
- Обладатель серебра МХЛ в составе команды «Стальные Лисы» в сезоне 2010/2011.
- Обладатель приза «Лучшему новичку КХЛ» имени Алексея Черепанова сезона 2010/2011.
- Обладатель премии «Будущее зависит от тебя» от компании «МегаФон» сезона 2010/2011